# Batalla de Arawe
La batalla de Arawe (también conocida como Operación Director, una rama de la Operación Dexterity se libró entre las fuerzas aliadas y japonesas durante la Campaña de Nueva Bretaña en la Segunda Guerra Mundial. La batalla formó parte de la Operación aliada Cartwheel, y tenía el objetivo de servir como una distracción ante un desembarco más grande en el cabo Gloucester a finales de diciembre de 1943. El Ejército Japonés estaba esperando una ofensiva aliada en el oeste de Nueva Bretaña, y reforzó la región en el momento anterior al desembarco aliado en la zona de Arawe el 15 de diciembre de 1943. Los aliados aseguraron Arawe después de un mes de combates intermitentes siempre contando con superioridad numérica contra las fuerzas japonesas.
Los objetivos iniciales aliados para el desembarco en Arawe incluyeron asegurar una base estadounidense para embarcaciones PT y desviar las fuerzas japonesas lejos de cabo Gloucester. La base de las lanchas PT fue posteriormente considerada innecesaria y nunca se construyó. Solo una pequeña fuerza japonesa estaba estacionada en Arawe en el momento, a pesar de que una serie de refuerzos estaban en camino. El principal desembarco aliado del 15 de diciembre fue un éxito, a pesar de un desembarco subsidiario fallido y problemas para coordinar las lanchas de desembarco. Las fuerzas estadounidenses aseguraron rápidamente una cabeza de playa y se mantuvieron en ella. Las unidades aéreas japonesas efectuaron incursiones a gran escala contra la playa de Arawe en los días después del desembarco, y a finales de diciembre, el Ejército Imperial Japonés, sin éxito, contraatacó la fuerza estadounidense. A mediados de enero de 1944, el vigor aliado, reforzado con infantería y tanques adicionales australianos, puso en marcha una breve ofensiva que llevó a los japoneses a retroceder. Las unidades japonesas en Arawe se retiraron de la zona a finales de febrero como parte de una retirada general desde el oeste de Nueva Bretaña.
No hay consenso entre los historiadores sobre si la ofensiva aliada en Arawe era necesaria. Mientras que algunos han argumentado que el desembarco sirvió como una distracción útil por delante de la operación del cabo Gloucester, otros creen que toda la campaña en el oeste de Nueva Bretaña era innecesaria, y que la fuerza empleada en Arawe podría haber sido mejor utilizada en otros lugares.

## Antecedentes

### Situación militar
En julio de 1942, el Estado Mayor Conjunto de los Estados Unidos dio instrucciones para que el objetivo principal de las fuerzas aliadas en los comandos de la zona del Pacífico Sur y el Suroeste del Pacífico fuera capturar la base japonesa en Rabaul en el extremo oriental de Nueva Bretaña, dada su importancia. Desde agosto de 1942, las fuerzas estadounidenses y australianas llevaron a cabo una serie de ofensivas en Nueva Guinea y las Islas Salomón, con el objetivo de eliminar las posiciones japonesas en la región y el establecimiento de las bases aéreas cercanas a Rabaul. Las fuerzas japonesas en la zona plantaron una fuerte resistencia, pero fueron incapaces de detener el avance aliado.
En junio de 1943, los aliados lanzaron una importante ofensiva designada Operación Cartwheel para capturar Rabaul. Durante los próximos cinco meses, las fuerzas australianas y estadounidenses, bajo el mando general de general Douglas MacArthur, avanzaron a lo largo de la costa norte de Nueva Guinea oriental, con la captura de la ciudad de Lae y la península de Huon. Las fuerzas estadounidenses bajo el mando del Almirante William F. Halsey avanzaron simultáneamente a través de las Islas Salomón de Guadalcanal, y en noviembre establecieron una base aérea en Bougainville. En junio, los jefes de personal decidieron que no era necesario capturar Rabaul ya que la base japonesa podría ser neutralizada mediante bloqueo y bombardeo aéreo. MacArthur se opuso inicialmente a este cambio de planes, que fue aprobado por los británicos y el Conjunto de Jefes del Estado Mayor de los Estados Unidos en agosto durante la Conferencia de Quebec.

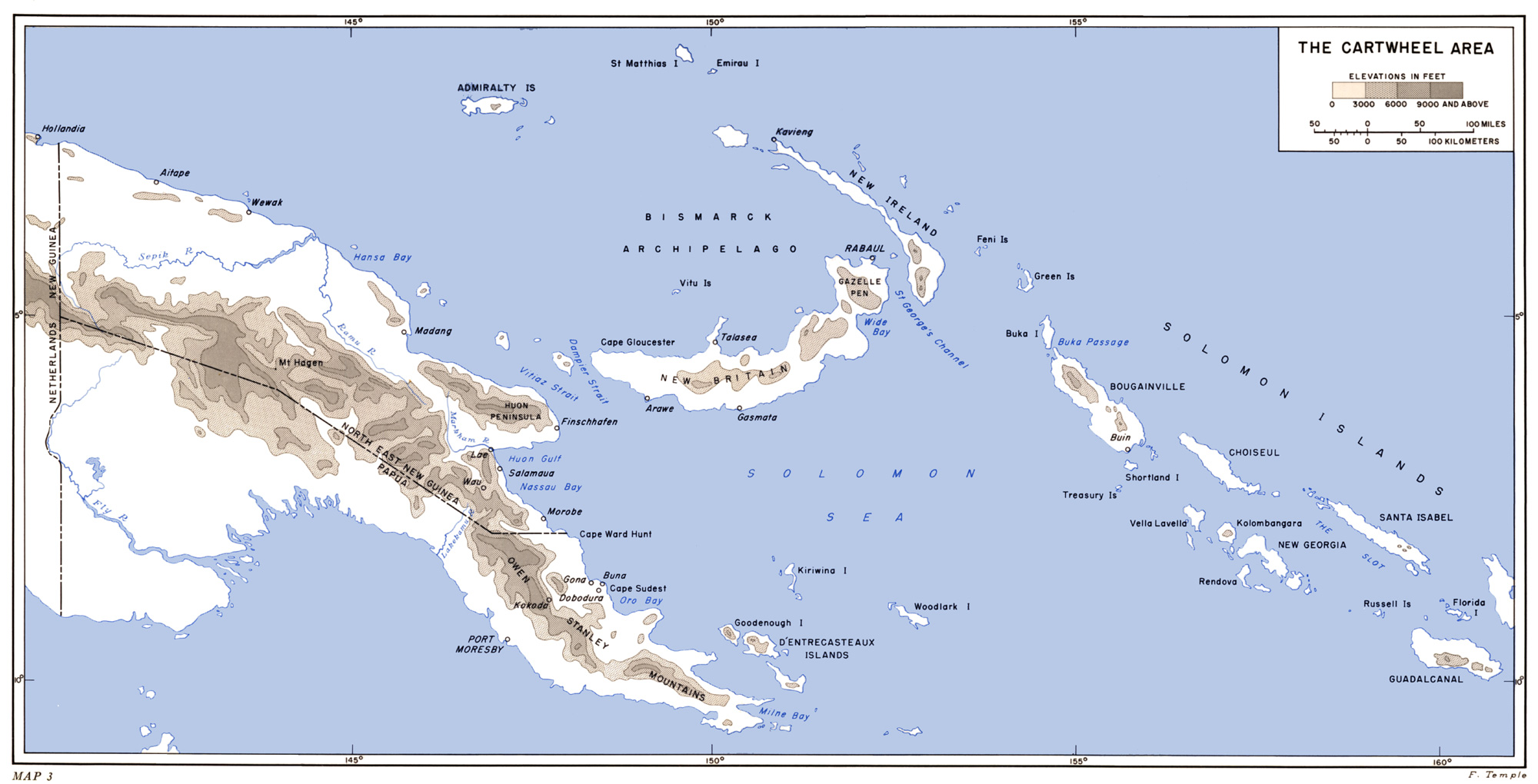
El área dónde la Operación Cartwheel se llevó a cabo.

El Cuartel General Imperial japonés evaluó la situación estratégica en el suroeste del Pacífico a finales de septiembre de 1943, y llegó a la conclusión de que los aliados intentarían atacar el norte de las Islas Salomón y el archipiélago Bismarck en los próximos meses para crear una ruta clara hacia el perímetro interior de Japón en el oeste y en el centro del Pacífico. En consecuencia, se envió un número elevado de refuerzos a lugares estratégicos del área, en un intento de frenar el avance aliado. Se destináron varias fuerzad s Rabaul, ya que creía que los aliados intentarían capturar la ciudad en vez de someterla a un bloqueo estratégico. En ese momento, las posiciones japonesas en el oeste de Nueva Bretaña se limitaban a los campos de aviación del cabo Gloucester en el extremo occidental de la isla y varias pequeñas estaciones de paso con algunas embarcaciones de menor tamaño que permitían el tránsito entre Rabaul y Nueva Guinea con un refugio contra los ataques aéreos aliados.
El 22 de septiembre de 1943, el cuartel general de MacArthur (GHQ) se dirigió a la Fuerza Álamo del teniente general Walter Krueger para asegurar el oeste de Nueva Bretaña y las islas circundantes. Esta operación tenía dos objetivos, el primero de los cuales era establecer bases aéreas y de PT Boats y de esta forma poder atacar a las fuerzas japonesas en Rabaul. El segundo objetivo era asegurar el estrecho de Vitiaz y Dampier entre Nueva Guinea y Nueva Bretaña para que los convoyes pudierann pasar con seguridad a través de ellos en el camino a la realización de nuevos desembarcos a lo largo de la costa norte de Nueva Guinea y más allá. Con este fin, el GHQ enfocó su plan de ataque tanto en el Cabo Gloucester coma en Gasmata en la costa sur de Nueva Bretaña, con el objetivo de capturarlos. Esta ofensiva se llamó en forma de código "Operación Dexterity La 1.ª División de Marines fue seleccionada para esta tarea para la operación del Cabo Gloucester, y el 126.º Regimiento de Caballería, ciertamente reforzado, conjuntamente con la 32.ª División de Infantería se preparó para atacar Gasmata.
Los altos mandos aliados no estaban de acuerdo sobre si eran necesarias fuerzas terrestres en el oeste de Nueva Bretaña. El teniente general George Kenney -comandante de las fuerzas aéreas aliadas en el suroeste del Pacífico- se opuso a los desembarcos, con el argumento de que sus fuerzas no necesitaban campos de aviación en el cabo Gloucester, ya que las bases existentes en Nueva Guinea y las islas circundantes eran adecuadas para apoyar los desembarcos previstos en la región. El vicealmirante Arthur S. Carpender -comandante tanto de la 7.ª Flota y las fuerzas navales aliadas del Área Suroeste del Pacífico, así como el contralmirante Daniel E. Barbey -jefe de la Fuerza Operativa 76 (TF 76)- defendían ocupar el cabo Gloucester para asegurar ambos lados del estrecho, pero se opusieron al desembarco en Gasmata ya que este sería demasiado cerca de las bases aéreas japonesas en Rabaul. La operación de Gasmata fue cancelado a principios de noviembre en respuesta a las inquietudes planteadas por Kenney y la Marina, así como los informes de inteligencia que indicaban que los japoneses habían reforzado su guarnición. Se sustituyó por una serie de bombardeos incesantes.
El 21 de noviembre, una conferencia entre el GHQ, Kenney, Carpender y Barbey se celebró en Brisbane, en la que se decidió desembarcae una pequeña fuerza en la zona de Arawe. Esta operación tenía tres objetivos: desviar la atención japonesa desde cabo Gloucester, proporcionar una base para los PT Boats, y establecer un perímetro defensivo y establecer contacto con los demás marines, una vez desembarcados. Se pretendía que los PT Boats operasen desde Arawe e interrumpiesen el tráfico de barcazas japonesas a lo largo de la costa sur de Nueva Bretaña y así proteger las fuerzas aliadas navales en cabo Gloucester de otros ataques.

### Geografía

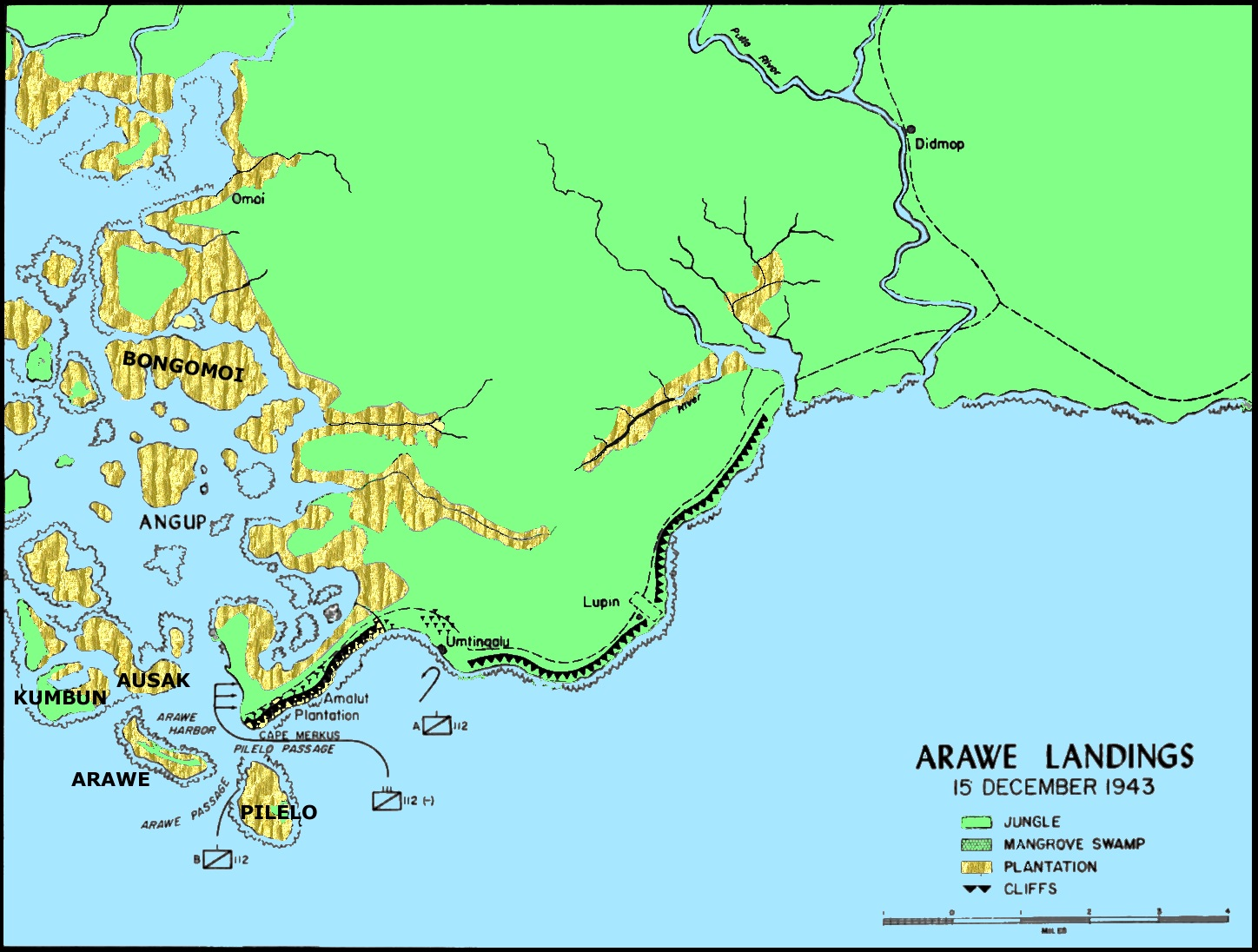
Arawe y su área.

El área Arawe se encuentra en la costa sur de Nueva Bretaña a alrededor de 100 mi (160,9 km) del extremo occidental de la isla. Su característica principal es la geografía del cabo Merkus, que termina formando un accidente geográfico en forma de "L", conocido como la zona de Arawe. Al suroeste del cabo se encuentra, a su vez, el conjunto de islas que forman el archipiélago de Arawe.
A finales de 1943, la Península de Arawe estaba cubierta por cocoteros que formaban parte de la plantación de Amalut; el terreno hacia el interior de la península y en sus islas adyacentes era pantanoso. La mayor parte de la costa en la zona está formada por acantilados de piedra caliza. Había un pequeño campo de aviación no utilizado a 6,5 km al este del istmo de la península Arawe, y un sendero costero que conducía al este del cabo Merkus hacia el río Pulie, donde se dividía en pistas de asfalto en el interior y a lo largo de la costa. El terreno en el oeste de la península era una región sin caminos donde predominaba el pantano y la selva, que era de muy difícil acceso para las tropas. Varias de las playas de la zona Arawe eran adecuadas para las maniobras de las lanchas de desembarco; las óptimas fueron House Fireman en la costa oeste de la península y la que se formaba desde el pueblo de Umtingalu hasta el este de la base de la península.

## Preludio

### Planificación
La Fuerza Álamo fue responsable de coordinar los planes para la invasión del oeste de Nueva Bretaña. El desembarco de Arawe estaba programado para el 15 de diciembre, ya que esta era la fecha más temprana por la cual las bases aéreas alrededor de Nadzab en Nueva Guinea, que eran necesarias para apoyar el desembarco, podrían ponerse en funcionamiento. Esta fecha también dio tiempo a llevar a cabo el entrenamiento esencial y diferentes ensayos a la fuerza de desembarco. Como se creía que Arawe estaba débilmente defendida, Krueger decidió utilizar una fuerza más pequeña que la que se había previsto para el desembarco en Gasmata.  Esta fuerza, designada como la Fuerza Operativa Director (Director Task Force), se concentró en la Isla Goodenough, donde fue despojada de todo el equipo que no era necesario para las operaciones de combate. Los planes logísticos requerían que el escalón de asalto llevara 30 días de provisiones generales y suficiente munición para tres días de combate intensivo. Después del desembarco, las explotaciones se ampliarían a 60 días de suministros generales y seis días de todas las categorías de municiones distintas de las municiones antiaéreas, para las que se consideraba necesario un suministro de 10 días. La fuerza de asalto y sus suministros debían transportarse en buques rápidos que pudieran descargar rápidamente su carga.
El comandante de la fuerza PT Boat en el Pacífico suroeste, el comandante Morton C. Mumma, se opuso a la construcción de extensas instalaciones de embarcaciones de PT en Arawe, ya que tenía suficientes bases y bastantes barcazas japonesas navegaban normalmente a lo largo de la costa norte de Nueva Bretaña. Mumma llevó sus preocupaciones a Carpender y Barbey, que con el tiempo accedieron a que no se le pediría que estableciera una base allí si lo consideraba innecesario. En cambio, asignó seis barcos estacionados en el puerto de Dreger en Nueva Guinea y la isla de Kiriwina para operar a lo largo de la costa sur de Nueva Bretaña al este de Arawe cada noche y pidió solo instalaciones de reabastecimiento de emergencia en Arawe.
El comandante de la Fuerza Operativa Director, el general de brigada Julian W. Cunningham, emitió órdenes para el desembarco el 4 de diciembre. Estbleció que la fuerza oeprativa inicialmente la Península de Arawe y sus islas circundantes y establecería un puesto avanzado en el sendero que conduce al río Pulie. El cuerpo principal de la Fuerza Operativa Director era desembarcar en la playa de House Fireman en la Península de Arawe al amanecer. Dos fuerzas de tropas realizarían operaciones separadas aproximadamente una hora antes del desembarco principal. Una tropa debería capturar la pequeña isla de Pitoe al sur de la península, pues se creía que los japoneses habían establecido una estación de radio y una posición defensiva desde la cual dirigían la entrada al puerto de Arawe. La otra tropa desembarcaría en Umtingalu y establecer una posición de bloqueo en el camino costero al este de la península. Una vez que la cabeza de playa fuera segura, las patrullas anfibias serían conducidas al oeste de la península en un intento de hacer contacto con los peones de marina del cabo Gloucester. El personal de planificación de la Marina de los Estados Unidos estaba preocupado por estos desembarcos subsidiarios, ya que un desembarco nocturno realizado en Lae en septiembre había resultado difícil.

### Fuerzas beligerantes

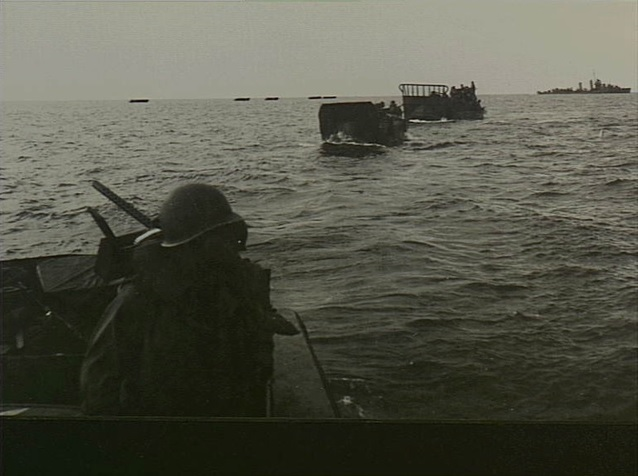
Tropas estadounidenses acercándose a Arawe.

La Fuerza Operativa Director estaba centrada en el 112.º Regimiento de Caballería del Ejército de los Estados Unidos (112th RCT). Este regimiento había llegado al Pacífico en agosto de 1942 pero no había visto combate. Fue desmontado y convertido a una unidad de infantería en mayo de 1943, y emprendió un desembarco sin oposición en la isla de Woodlark (designado Operación Chronicle) el 23 de junio. El 112.º Regimiento de Caballería era más pequeño y más ligeramente armado que los regimientos de infantería de los Estados Unidos, ya que solo tenía dos escuadrones de tamaño batallón en comparación a tres batallones de los regimientos de infantería. Además, los escuadrones eran más pequeños y equipados más ligeramente que sus equivalentes de infantería. Las unidades de apoyo de combate del 112.º RCT fueron el 148.º Batallón de Artillería de Campaña equipado con un obús M2A1 y la 59.ª Compañía de Ingenieros. Las otras unidades de combate de la Fuerza Operativa Director eran dos baterías del 470.º Batallón de Artillería Antiaérea (armas automáticas), la mayor parte del 236.º Batallón de Artillería Antiaérea (focos), la Compañía A, 1.º Batallón de Tanques, el 1.º Batallón Anfibio Tractor y un destacamento del 26.º Pelotón de Perros de Guerra. El 2.º Batallón del 158.º Regimiento de Infantería se sostuvo en reserva para reforzar la fuerza operativa si era necesario. Se programó que varios ingenieros, médicos, artillería y otras unidades de apoyo llegaran a Arawe después de que se completase el desembarco. Cunningham solicitó una batería equipada con cañones antiaéreos de 90 mm, pero ninguno estaba disponible. El Grupo de Playa Número 1 de la Marina de los Estados Unidos también desembarcaría con la Fuerza Operativa Director y permanecería en Arawe hasta que se garantizara la cabeza de playa.
La Fuerza Operativa Director fue apoyada por las unidades navales y aéreas aliadas. La fuerza naval se obtuvo de la TF 76 y consistió en los destructores de la marina de guerra USS Conyngham (buque insignia de Barbey), Shaw, Drayton, Bagley, Reid, Smith, Lamson, Flusser y Mahan y un grupo del transporte con los destructor de transporte USS Humphreys y Sands, el LSI HMAS Westralia australiano, el LSD USS Carter Hall, dos patrulleras y dos cazasubmarinos. La fuerza naval también incluía un grupo de servicio con tres LST, tres remolcadores y el destructor USS Rigel. Las Fuerzas Aéreas del Ejército de los Estados Unidos (USAAF) y la Real Fuerza Aérea Australiana (RAAF) que operaban bajo la Quinta Fuerza Aérea apoyarían el dsembarco, pero solo un apoyo aéreo limitado estaría disponible después del 15 de diciembre ya que las aeronaves disponibles eran necesarias para misiones estratégicas contra las bases japonesas del norte y el este.
Los coastwatchers australianos estacionados en Nueva Bretaña fueron reforzados durante septiembre y octubre de 1943 para advertir de los ataques aéreos de Rabaul con destino a los lugares de desembarco aliados e informar sobre las barcazas japonesa y los movimientos de tropas. Además de un equipo de vigilancia de la costa que ya estaba en el lugar de Cabo Orford cerca de Wide Bay, cinco otras partes fueron enviadas al Cabo Hoskins, Gasmata, Open Bay (en la costa norte de la base de la península de Gazelle), al sur de Wide Bay, y la garganta entre la Wide y Open Bay. La partida de Gasmata fue descubierta por los japoneses mientras se dirigían a su destino y fue eliminada, pero los otros equipos permanecieron en el lugar hasta finales de octubre.

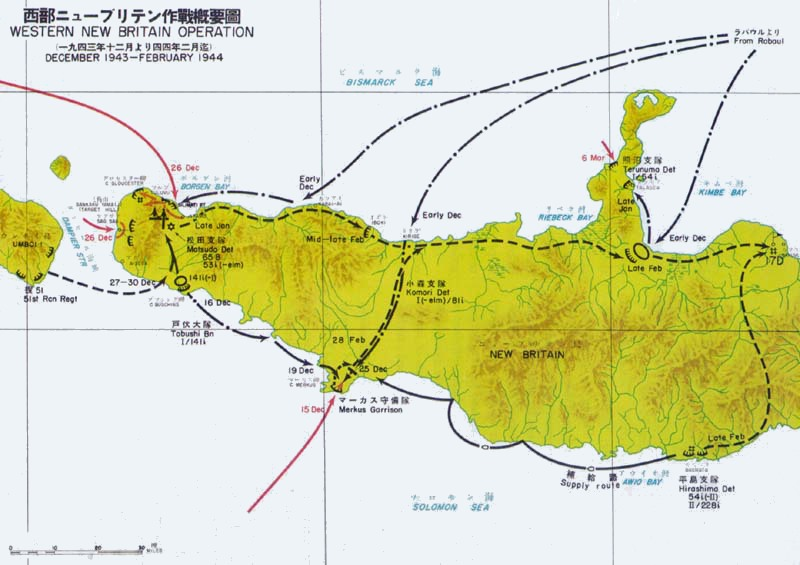
Movimientos de las fuerzas japonesas y desembarcos aliados, 1943-44.

En el momento del desembarco aliado, el área de Arawe era defendida solamente por una pequeña fuerza, aunque habían refuerzos que ya estaban en camino. La fuerza japonesa en Arawe comprendía a 120 soldados y marineros organizados en dos compañías temporales separadas de la 51.ª División. Las unidades de refuerzo eran parte de la 17.ª División, que habían sido enviados de China a Rabaul durante octubre de 1943 para reforzar el oeste de Nueva Bretaña antes de la esperada invasión aliada. Los convoyes que llevaban la división fueron atacados por submarinos de la Marina de los Estados Unidos y bombarderos de USAAF y sufrieron 1.173 bajas. El 1.º batallón, 81.º Regimiento de Infantería fue asignado para defender el cabo Merkus. Sin embargo, no salió de Rabaul hasta diciembre, ya que necesitaba ser reorganizado después de sufrir bajas cuando el barco que lo transportaba de China fue hundido. Además, dos de sus compañías de fusiles, la mayoría de sus ametralladoras pesadas y todos sus obuses de 70 mm. fueron retenidos por el 8.º Ejército del área en Rabaul, dejando al batallón con apenas su jefatura, dos compañías de fusiles y un pelotón de ametralladoras. Este batallón -que estuvo bajo el mando del comandante Masamitsu Komori- estaba a una marcha de cuatro días cuando los aliados desembarcaron en Arawe. Los batallones de infantería japoneses de fuerza completa comprendían una jefatura, un tren de batallón, una compañía de ametralladoras, un pelotón o compañía de batallones y cuatro compañías de infantería. Una compañía de soldados del 54.º Regimiento de Infantería, algunos ingenieros y destacamentos de otras unidades también fueron asignados a la zona de Arawe. Las fuerzas terrestres de Arawe quedaron bajo el mando general del general Matsuda, cuya sede estaba situada cerca del cabo Gloucester. Las unidades aéreas japonesas de Rabaul se habían debilitado mucho en los meses previos al desembarco en Arawe por prolongados ataques aliados y la transferencia de la 7.ª División Aérea al oeste de Nueva Guinea. Sin embargo, la 11.ª Flota Aérea de la Marina Imperial Japonesa (IJN) tenía 100 combatientes y 50 bombarderos basados en Rabaul en el momento del desembarco.

### Operaciones preliminares
Los aliados poseían poca inteligencia sobre el terreno del oeste de Nueva Bretaña y la ubicación exacta de las fuerzas japonesas, por lo que se realizaron extensas salidas de fotografía aérea en la región y se desembarcaron pequeñas patrullas en tierra desde barcos PT Un equipo de la Unidad de Servicio Especial No. 1 realizó un reconocimiento de Arawe en la noche del 9 al 10 de diciembre y concluyó que había pocas tropas japonesas en la zona. Los japoneses detectaron esta partida cerca del pueblo de Umtingalu y reforzaron sus defensas allí.
La Operación Dexterity fue precedida por una importante ofensiva aérea aliada que buscaba neutralizar las unidades aéreas japonesas estacionadas en Rabaul. Desde el 12 de octubre hasta principios de noviembre, la Quinta Fuerza Aérea atacó con frecuencia los campos de aviación alrededor de la ciudad, así como los buques en su puerto. Las aeronaves que volaban desde los portaaviones de la Armada de los Estados Unidos también atacaron Rabaul los días 5 y 11 de noviembre en apoyo del desembarco del USMC en Bougainville.
Las fuerzas aéreas aliadas iniciaron incursiones previas a la invasión en el oeste de Nueva Bretaña el 13 de noviembre. Se llevaron a cabo, sin embargo, pocos ataques en el área de Arawe, ya que los aliados esperaban alcanzar la sorpresa táctica para el desembarco y no quisieron alertar a los japoneses de sus intenciones. En cambio, se hicieron fuertes ataques contra Gasmata, la plantación de Ring Ring y la de Lindenhafenen en la costa sur de Nueva Bretaña. La zona de Arawe fue bombardeado por primera vez el 6 de diciembre y nuevamente el 8 de diciembre; en ambas ocasiones se encontró poca oposición. No fue hasta el 14 de diciembre -el día antes del desembarco- que se llevaron a cabo ataques aéreos pesados contra Arawe; los aviones aliados hicieron 273 incursiones contra objetivos en la costa sur de Nueva Bretaña ese mismo día. Además de estos ataques aéreos, una fuerza compuesta por dos destructores australianos y dos estadounidenses (designada como Fuerza Operativa 74.2) bombardeó el área de Gasmata durante la noche del 29/30 de noviembre.
La Fuerza Operativa Director se concentró en la isla Goodenough a principios de diciembre de 1943. El 112.º de Caballería fue notificado de que había sido seleccionada para la operación de Arawe el 24 de noviembre y partió de Woodlark para el corto viaje hasta Goodenough en dos convoyes que navegaron los días 30 y 31 de noviembre. Todos los elementos del regimiento estaban en tierra en Goodenough antes del 2 de diciembre. El 8 de diciembre se celebró un ensayo a escala real del desembarco en la isla; esto reveló problemas con la coordinación de las olas de barcos y demostró que algunos de los oficiales de la fuerza estaban insuficientemente entrenados en guerra anfibia. Sin embargo, no hubo tiempo suficiente para recapacitar y corregir estos problemas. En Goodenough, los soldados del 112.º de Caballería recibieron varios tipos de armas de infantería con las que no habían sido equipadas previamente. Cada uno de los escuadrones de fusiles del regimiento recibió un fusil automático Browning y un subfusil Thompson, además también fueron suministrados un número de bazucas de 60 mm, granadas de fusil y lanzallamas. Sin embargo, los soldados recibieron poca formación sobre el uso de estas armas y no sabían cómo hacer el mejor uso de ellas en combate.
La fuerza de la invasión subió a los barcos de transporte durante la tarde del 13 de diciembre, y el convoy zarpó a medianoche. Procedió a Buna en Nueva Guinea para reunirse con la mayor parte de los destructores escolta y giró hacia el norte hacia Finschhafen antes de volverse hacia Arawe después del crepúsculo del 14 de diciembre. El convoy fue detectado por un avión japonés poco antes de que se anclara en Arawe a las 3:30 de la mañana del 15 de diciembre y la 11.ª Flota Aérea de Rabaul comenzó a preparar aviones para atacarlo.

## Batalla

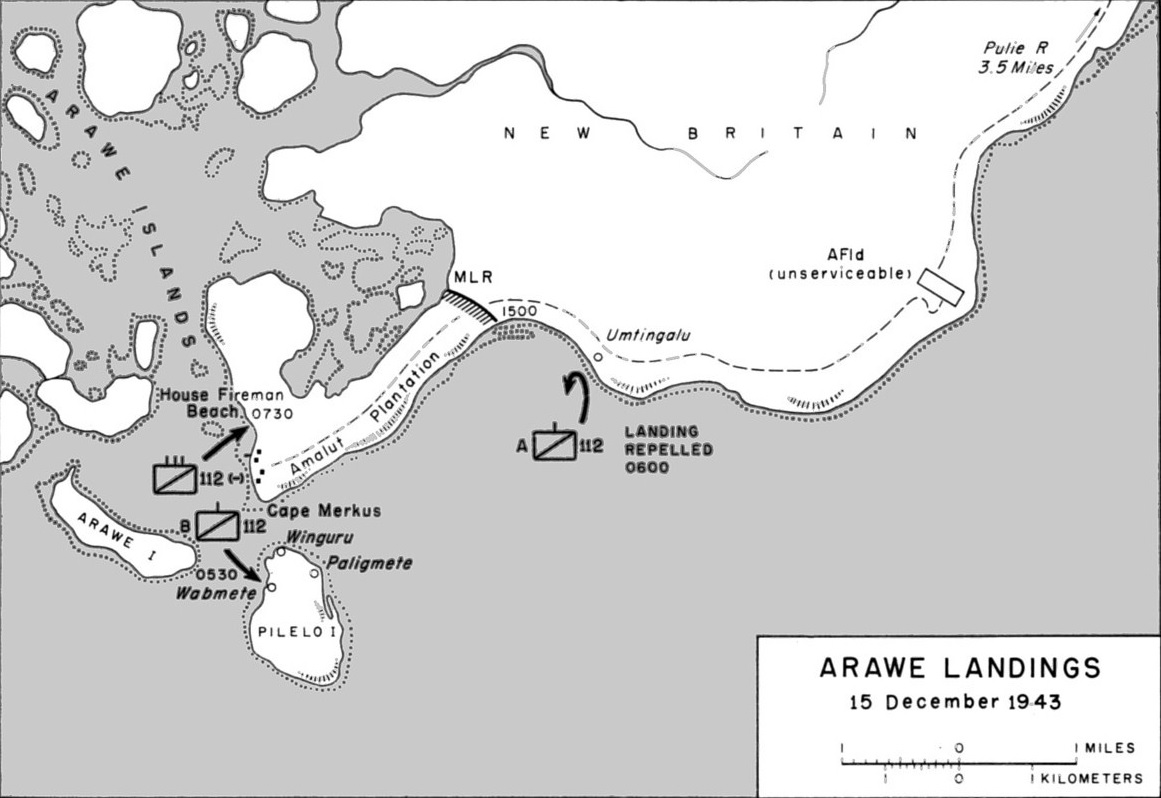
Desembarcos de Arawe, 15 de diciembre de 1943.

### Desembarcos
Poco después de que el convoy de asalto llegara de Arawe, el Carter Hall lanzó tractores anfibios LVT y el Westralia desplegó las embarcaciones de desembarco, ambas operadas por unidades especializadas del Ejército y la Marina de los Estados Unidos. Los dos grandes transportes partieron hacia Nueva Guinea a las 5:00 a. m.. Los transportes de alta velocidad que transportaban a las tropas "A" y "B" del 112.º Escuadrón del Regimiento de Caballería se acercaron hasta 910 m de Umtingalu y la isla de Pilelo, respectivamente, y descargaron a los soldados en botes inflables.
El intento de la tropa "A" de desembarcar en Umtingalu terminó en fracaso. Alrededor de las 5:25 a. m., la tropa fue atacada con ametralladoras, fusiles y un cañón automático de 25 mm cuando se acercaba a la orilla, y todos menos tres de sus 15 botes inflables fueron hundidos. Shaw -el destructor asignado para apoyar el desembarco- no pudo disparar contra las posiciones japonesas hasta las 5:42 a. m., ya que su tripulación inicialmente no era capaz de determinar si los soldados del agua estaban en la línea de fuego del buque. Una vez que tuvo un tiro claro, el Shaw silenció a la fuerza japonesa con dos salvas de sus cañones de 130 mm. Los soldados sobrevivientes fueron rescatados por pequeñas embarcaciones y más tarde desembarcaron en la playa de House Fireman; las víctimas en esta operación fueron 12 muertos, cuatro desaparecidos y 17 heridos.
El desembarco conducido por la tropa "B" en la isla de Pilelo tuvo éxito. El objetivo de esta operación era destruir una estación de radio japonesa que se creía que estaba en la aldea de Paligmete en la costa este de la isla. La tropa fue originalmente destinada a desembarcar cerca de Paligmete, pero el lugar de desembarco fue cambiado a la costa oeste de la isla después de que la tropa "A" fuera atacada. Después de desembarcar de sus barcos, los soldados avanzaron hacia el este y fueron atacados por una pequeña fuerza japonesa estacionada en dos cuevas cerca del pueblo de Winguru, en la costa norte de la isla. Diez soldados fueron separados para contener a los japoneses mientras que el resto de la tropa continuaba a Paligmete. El pueblo resultó estar desocupado, y no contenía la estación de radio que se había sospechado. La mayoría de la tropa "B" atacó Winguru, usando bazucas y lanzallamas para destruir las posiciones japonesas. Un estadounidense y siete soldados japoneses murieron en la lucha. El personal de la estación de radar 335 de la RAAF también desembarcó en la isla de Pilelo el 15 de diciembre, y estableció una estación de radar en un total de 48 horas.
El 2.º Escuadrón del 112.º Regimiento de Caballería realizó el desembarco principal en la playa de House Fireman. El desembarco fue retrasado debido a una corriente fuerte y las dificultades de reunir los LVTs en una formación del asalto, con lo que la primera ola tocó tierra a las 7:28 a. m. en vez de las 6:30, como estaba planeado. Los destructores bombardearon la playa con 1.800 cartuchos de munición de 5 pulgadas entre las 6:10 y las 6:25 a. m., y los B-25 Mitchells bombardearon el área una vez que el bombardeo naval concluyó, haciendo que la zona de desembarco no estuviera bajo fuego mientras las tropas se acercaban a la playa. Esto permitió a las ametralladoras japonesas disparar contra los LVT, aunque fueron rápidamente silenciadas por cohetes disparados desde el SC-742 y dos DUKWs. La primera ola de soldados tuvo la suerte de encontrar poca oposición ya que se produjeron retrasos adicionales en el desembarco de las olas de seguimiento debido a las diferencias en las velocidades de los dos tipos de LVT utilizados. Mientras que las cuatro olas de seguimiento fueron programadas para desembarcar a intervalos de cinco minutos después de la primera ola, la segunda desembarcó 25 minutos después de la fuerza inicial y las siguientes tres olas desembarcaron simultáneamente 15 minutos más tarde. A las dos horas del desembarco, todos los grandes barcos aliados, excepto el buque insignia de Barbey, se habían separado de Arawe. El Conyngham permaneció en la zona para rescatar a los supervivientes del desembarco en Umtingalu, y se retiró más tarde ese mismo día.
Una vez en tierra, los soldados lograron rápidamente la península Arawe. Una patrulla estadounidense enviada a la punta de la península solo encontró resistencia dispersa de los guardias traseros japoneses. Más de 20 japoneses ubicados en una cueva en el lado este de la península fueron asesinados por miembros de la tropa "E" y personal del cuartel del escuadrón; las unidades japonesas restantes en el área se retiraron al este. El 2.º Escuadrón alcanzó la base de la península a las 2:30 p. m., donde comenzó a preparar su línea principal de resistencia (LPR). A finales del 15 de diciembre, más de 1.600 soldados aliados se encontraban en tierra firme. Las dos compañías del ejército japonés que habían estado estacionadas en Arawe se retiraron al noreste y tomaron posiciones en Didmop, en el río Pulie, a unos 13 km de la LPR. La unidad naval que defendía Umtingalu se retiró tierra adentro en un estado de desorden.
La fuerza naval aliada de Arawe fue sometida a un ataque aéreo pesado poco después del desembarco. A las 9:00 a. m., ocho bombarderos en picado Aichi D3A "Val" escoltados por 56 cazas A6M5 "Zero" evadieron la patrulla aérea de combate de 16 P-38 Lightning de la USAAF (CAP). La fuerza japonesa atacó el recién llegado primer escalón de suministro, que comprendía cinco lanchas de desembarco de tanques (LCT) y 14 lanchas de desembarco mecanizadas (LCM). Los barcos lograron evadir las bombas lanzadas sobre ellos. La primera ola de atacantes no sufrió pérdidas, pero a las 11:15 a. m., cuatro P-38 derribaron un Zero, y a las 6:00 p. m. una fuerza de 30 Ceros y 12 Mitsubishi G4M3 "Betty" y Mitsubishi Ki-21-II "Sally" fue repelida por cuatro P-38. Los japoneses perdieron dos Ceros en las acciones aéreas del día, pero ambos pilotos sobrevivieron.

### Ataques aéreos y desarrollo de bases
Aunque las tropas terrestres estadounidenses no encontraron oposición en los días inmediatamente posteriores al desembarco, los convoyes navales que llevaban refuerzos al área de Arawe fueron atacados repetidamente. El segundo escalón de suministro sufrió ataques aéreos continuos el 16 de diciembre, lo que resultó en la pérdida del APc-21 y daños en los SC-743, YMS-50 y cuatro LCT. Alrededor de 42 hombres a bordo de estos buques murieron o resultaron gravemente heridos. Otro convoy del refuerzo fue atacado tres veces por los bombarderos en picado el 21 de diciembre mientras descargaba en Arawe. En general, al menos 150 aviones japoneses atacaron Arawe ese día. Tuvieron lugar otros ataques aéreos los días 26, 27 y 31 de diciembre. Sin embargo, las fuerzas aéreas aliadas pudieron montar una exitosa defensa del área de Arawe, ya que las partidas de observadores de la costa en Nueva Bretaña proporcionaron una ventaja de 30 a 60 minutos de advertencia respecto a la mayoría de las incursiones entrantes. Entre el 15 y el 31 de diciembre, al menos 24 bombarderos japoneses y 32 combatientes fueron derribados cerca de Arawe. Durante el mismo período, las unidades aéreas aliadas también atacaron aeródromos en Rabaul y Madang en Nueva Guinea, las bases de los aviones que habían atacado Arawe. En combate aéreo sobre Rabaul los días 17, 19 y 23 de diciembre, 14 Ceros fueron derribados por aviones Aliados. El proceso de descarga de barcos en Arawe fue obstaculizado por los ataques aéreos y la congestión en la playa de House Fireman. La partida en la playa contribuyó a estos retrasos ya que era inexperta y demasiado pequeña. Los problemas resultantes con la descarga de los LCT causaron que algunos abandonaran el área antes de descargar todos sus suminsitros.

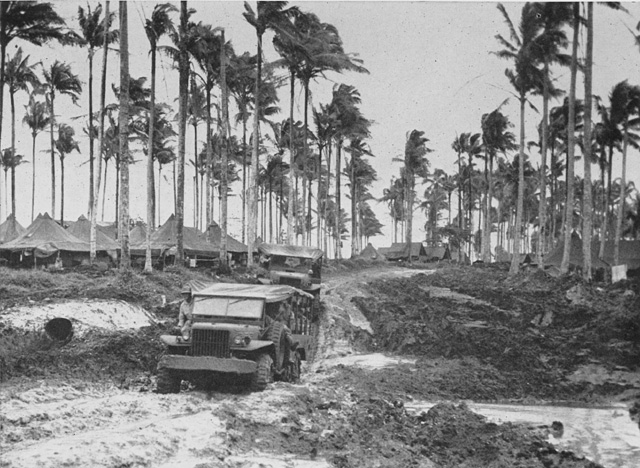
Dos camiones estadounidenses circulando en Arawe.

Los ataques aéreos contra Arawe cesaron después del 1 de enero. Como resultado de las fuertes pérdidas que sufrieron durante los ataques contra Arawe y el cabo Gloucester, y los daños causados por las incursiones aliadas en Rabaul, las unidades aéreas japonesas realizaron solo pequeñas redadas en la noche de principio de año. Las unidades de combate de la Armada Imperial Japonesa acuarteladas en Rabaul y cerca de Kavieng también se mantuvieron ocupadas a lo largo de enero y febrero de 1944 defendiendo sus bases de ataques aéreos aliados continuos. Se realizaron pocas incursiones contra el área de Arawe después de que se instalaron cañones antiaéreos de 90 mm el 1 de febrero. Estos débiles ataques no interrumpieron los convoyes de desembarco aliados. En las tres semanas posteriores al desembarco, se transportaron a Arawe 5.703 toneladas de suministros, así como 541 cañones de artillería y vehículos. El 20 de febrero, las unidades aéreas japonesas en Rabaul y Kavieng fueron retiradas permanentemente a Truk, poniendo fin a cualquier amenaza aérea significativa a las fuerzas aliadas en Nueva Bretaña por parte de la Armada Imperial.
Después del desembarco, la 59.ª Compañía de Ingenieros construyó instalaciones logísticas en el área de Arawe. Debido a los ataques aéreos japoneses, se dio prioridad a la construcción de un hospital de evacuación parcialmente subterráneo, que se completó en enero de 1944. El hospital subterráneo fue reemplazado por una instalación de 120 camas sobre tierra en abril de 1944. La isla de Pilelo fue seleccionada como el sitio de futuras instalaciones de barcos PT, y un embarcadero para reaprovisionar de combustible los barcos. También se construyeron zonas de almacenaje de combustible. Un muelle de 52 m se construyó en la playa de House Fireman entre el 26 de febrero y el 22 de abril de 1944 para acomodar pequeños barcos; también se construyeron al norte de la playa tres embarcaderos de LCT. Una pista de aterrizaje de 280 m por 30 m se construyó apresuradamente para un avión de observación de artillería el 13 de enero, que fue mejorada más tarde y cubierto con coral. La empresa de ingenieros también construyó 8 km de carreteras de todo tipo en la región de Arawe y proporcionó a la Fuerza Operativa Director agua a través de unidades de destilación de agua salada en la isla de Pilelo y pozos excavados en el continente. Estos proyectos se vieron obstaculizados continuamente por la escasez de materiales de construcción, pero los ingenieros pudieron completarlos improvisando y utilizando material recuperado.
El 112.º de Caballería fortaleció sus posiciones defensivas durante la semana siguiente a la invasión. Dado que la tropa "A" había perdido todas sus armas y otros equipos durante el intento de desembarco en Umtingalu, algunos suministros se lanzaron desde el aire hasta la cabeza de playa durante la tarde del 16 de diciembre para volver a equipar la unidad. A la tropa también se le asignaron 50 efectivos de reemplazo. La mayor parte de la tropa "B" fue transferida de la isla Pilelo al continente en los días posteriores al desembarco. El regimiento mejoró su LPR eliminando la vegetación para crear claros campos de tiro, estableciendo campos de minas y alambres de púas, y estableciendo una red telefónica de campaña. A la vez se estableció una línea defensiva de reserva más cercana al cabo Merkus, y se realizaron patrullas cada día a lo largo de las costas de la península en busca de personal japonés que intentara infiltrarse en la zona trasera de la Fuerza Operativa. Estas patrullas localizaron y mataron entre diez y veinte japoneses cerca del cabo Merkus. Además, el regimiento estableció una red de puestos de observación en toda el área del Arawe; estos incluían posiciones en aldeas, posiciones claves en la península y en varias islas en alta mar. La tropa "G" fue asignada para asegurar Umtingalu, que al llegar estableció una base de patrullaje en la aldea así como dos postes de observación a lo largo de la pista que lo conectaban con la LPR.

### Respuesta japonesa
El comandante de la 17.ª División de Japón, el teniente general Yasushi Sakai, ordenó que se reforzara urgentemente Arawe cuando se le informó del desembarco. Sin embargo, no creía que este sería el principal esfuerzo aliado en el oeste de Nueva Bretaña. Se le ordenó apresurarse a la fuerza bajo Masamitsu Komori, que ya se dirigía hacia el emplazamiento. El 1.º Batallón, 141.º Regimiento de Infantería, estacionado en el cabo Bushing en la costa del sur de Nueva Bretaña cerca de 64 kilómetros al este de Arawe también fue ordenado a moverse por mar para contrariar la invasión aliada. Sin embargo, una de las compañías de infantería de este batallón permaneció en el propio cabo Bushing. Komori fue nombrado comandante de todas las fuerzas japonesas en el área de Arawe, que fueron designadas posteriormente como fuerza Komori. El 1.º Batallón, 141.º Regimiento de Infantería desembarcó en la aldea de Omoi en la noche del 18 de diciembre, y se desplazó por tierra al día siguiente para conectar con Komori en Didmop. El batallón tardó ocho días para cubrir los 11 km entre Omoi y Didmop, ya que se perdió en varias ocasiones mientras viajaba por una selva sin rastro y se detenía cuando el contacto con las fuerzas estadounidenses parecía probable. Komori llegó a Didmop el 19 de diciembre y reunió las unidades que se habían retirado de Umtingalu en su mando. Sobre la base de discusiones con el personal que había presenciado el desembarco en Arawe, Komori erróneamente concluyó que habían sobrestimado grandemente el tamaño de la fuerza aliada. Como resultado, el 20 de diciembre decidió lanzar una contraofensiva contra las posiciones estadounidenses.

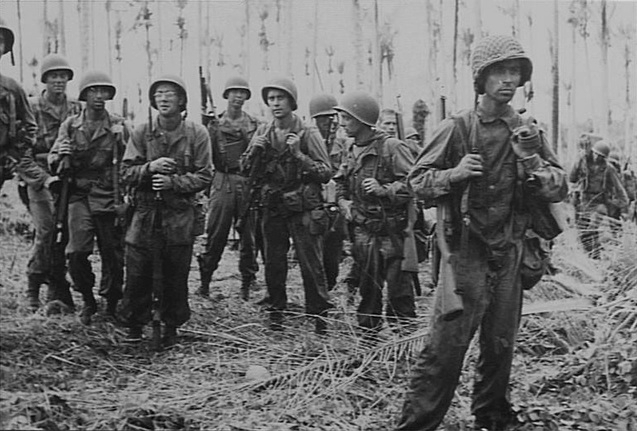
Soldados estadounidenses regresando a posiciones en Arawe después de completar una patrulla en diciembre de 1943.

Después de establecer su cabeza de playa, la Fuerza Operativa Director llevó a cabo una serie de patrullas de reconocimiento. A Cunningham se le había ordenado reunir información sobre las fuerzas japonesas desplegadas en el oeste de Nueva Bretaña, y el 17 de diciembre envió una patrulla de infantería en dos LCVPs al oeste de Arawe para investigar el área del río Itni. Estas embarcaciones de desembarco encontraron a siete barcazas japonesas que llevaban parte del 1.º Batallón, 141.º Regimiento de Infantería cerca de cabo Peiho a 32 kilómetros oeste de Arawe, el 18 de diciembre. Después de un intercambio de disparos, los soldados estadounidenses abandonaron su embarcación de desembarco y regresaron a Arawe a lo largo de la costa. Otra patrulla viajando en LCVP fue atacada por las barcazas japonesas cerca de Umtingalu el 18 de diciembre, pero pudo volver al cabo Merkus. Las barcazas japonesas también se avistaron cerca de Arawe el 23 de diciembre. Cunningham creyó que una gran fuerza japonesa se dirigía a la cabeza de playa, y contactó con Krueger el 24 de diciembre para pedir que el 2.º Batallón del 158.º Regimiento de Infantería fuera enviado para reforzar su mando. Krueger aceptó esta petición y ordenó que tres de las cuatro compañías de infantería del batallón fueran enviadas a Arawe. La Compañía "G" del 2.º Batallón, 158.ª de Infantería llegó el 27 de diciembre y las otras dos empresas llegaron a Arawe a principios de enero.
Después de organizar su fuerza mientras esperaba al 1.º Batallón, el 141.º Regimiento de Infantería, Komori comenzó su avance sobre Arawe el 24 de diciembre. Llegó a la pista de aterrizaje al norte de Arawe durante las primeras horas del día de Navidad. Durante esa mañana, unidades de la Fuerza Komori emboscaron dos patrullas estadounidenses de tamaño pelotón viajando en camiones al noreste de Umtingalu. Las unidades estadounidenses se retiraron a la aldea y reforzaron la posición defensiva de la Tropa "G" allí. La fuerza estadounidense derrotó varios intentos japoneses de movilizarse alrededor de Umtingalu durante el día, y mató por lo menos a tres soldados enemigos. Cunningham creyó que la fuerza encontrada alrededor de Umtingalu era el avance de un cuerpo mucho más grande de soldados japoneses que avanzaban desde Gasmata, y retiró a los soldados colocados alrededor de la aldea a las posiciones detrás de la LPR. A las 10:30 de la noche, 50 soldados japoneses realizaron un ataque mal coordinado contra la LPR. Mientras lograron superar algunas posiciones estadounidenses, los japoneses fueron repelidos por el fuego de los morteros de 60 mm del 112.º de Caballería. Los estadounidenses perdieron un hombre y contaron ocho heridos, estimando que los japoneses habían sufrido doce bajas.
La ofensiva japonesa continuó después del ataque del Día de Navidad. Dos pequeños ataques, cada uno con 15 soldados, fueron hechos contra el borde oriental de la LPR durante las noches del 26 y 27 de diciembre. Estos también fueron rechazados por los artilleros del 112.º de Caballería, e infligieron solamente un pequeño número de víctimas en la fuerza americana. El 28 de diciembre, parte de la 112.ª Brigada del Regimiento de Caballería "B", partió de la LPR en un intento de llegar a Umtingalu, pero se retiró después de encontrarse con francotiradores y un ligero fuego de mortero. Un pelotón de la tropa "C" también hizo una patrulla sin éxito desde el extremo occidental de la LPR durante la cual sufrió seis bajas desde una ametralladora japonesa y por fuego de rifles. El mismo día, Komori despachó una fuerza de entre 20 y 30 soldados para destruir las posiciones de mortero estadounidenses. Los soldados japoneses se infiltraron en las posiciones estadounidenses vadeando a través de pantanos en el extremo occidental de la LPR, pero fueron detectados antes de que pudieran alcanzar la tierra. La Fuerza Operativa Director montó una respuesta fuerte, que incluyó un contraataque por elementos de tres tropas de caballería y un pelotón del 158.º Regimiento de Infantería apoyado por morteros. La fuerza japonesa sufrió 17 bajas.
El 1.º Batallón, 141.º Regimiento de Infantería llegó al área de Arawe en la tarde del 29 de diciembre, y condujo varios ataques pequeños y fallidos a principios de enero de 1944 antes de tomar posiciones cerca de 370-460 m al norte de la LPR estadounidense. Estas posiciones comprendían trincheras poco profundas y escondites que eran difíciles de ver. Aunque solo había unos 100 soldados japoneses en la zona, movían con frecuencia sus seis ametralladoras, convirtiéndose en objetivos difíciles para los morteros y la artillería estadounidenses.

### Contraataque estadounidense
Una patrulla estadounidense localizó la posición defensiva japonesa el 1 de enero de 1944. La tropa "B" del 112.º Regimiento de Caballería lanzó un ataque más tarde esa mañana, pero fue recibida por un fuego pesado; los estadounidenses sufrieron tres muertos y 15 heridos en esta acción. El 4 de enero, la tropa "G" incurrió en tres muertos y 21 heridos en un ataque infructuoso contra posiciones japonesas bien construidas. Esta operación se había llevado a cabo sin apoyo de artillería en un intento de sorprender a los japoneses, y también incluyó una maniobra contra Umtingalu que implicaba varios LCM. Otros ataques durante los días 6, 7 y 11 de enero no lograron victoria, pero dieron a los soldados experiencia en maniobras a través de las posiciones defensivas japonesas. Estas operaciones estadounidenses se llevaron a cabo en una escala limitada, ya que Cunningham y los otros oficiales superiores del 112.º Regimiento de Caballería creyeron que la unidad había alcanzado ya las metas del desembarco de Arawe y no quisieron derivar en víctimas innecesarias.

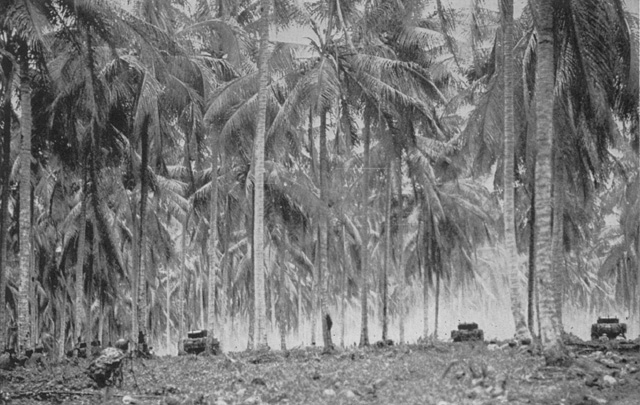
Tanques del USMC apoyando el avance aliado del 16 de enero.

El 6 de enero, Cunningham pidió refuerzos adicionales, incluyendo tanques, para hacer frente a las defensas japonesas. Krueger aprobó esta solicitud y destinó a Arawe la Compañía "F", 158.º Regimiento de Infantería y la Compañía "B", 1.º Batallón de Tanques del USMC. Las dos unidades llegaron el 10 y el 12 de enero, respectivamente. Los tanques y dos compañías del 158.º Regimiento de Infantería practicaron posteriormente la cooperación tanque-infantería desde el 13 al 15 de enero. Durante este período el 112.º de Caballería siguió conduciendo patrullas en áreas dominadas por Japón. En este momento, la Fuerza Komori había sufrido bajas de al menos 65 muertos, 75 heridos y 14 desaparecidos en acción como resultado de sus acciones ofensivas, así como de los ataques realizados por la Fuerza Operativa Director. Los japoneses también estaban sufriendo de una grave escasez de pertrechos y un brote de disentería.
La Fuerza Operativa Director lanzó su ataque el 16 de enero. Esa mañana un escuadrón de bombarderos Consolidated B-24 Liberator lanzó ciento treinta y seis bombas de 450 kg sobre las defensas japonesas, y 20 B-25 bombardearon la zona. Después de un intenso bombardeo de artillería y morteros, la compañía de tanques, dos compañías del 158.ª de Infantería y la tropa "C" del 112.º Regimiento de Caballería atacaron. Los tanques condujeron el avance, con cada uno seguido por un grupo de soldados de infantería. La tropa de infantería y tres tanques fueron inicialmente mantenidos en reserva, pero fueron enviados a la acción a las 12:00 p. m. para limpiar una posición japonesa. El ataque fue exitoso y alcanzó sus objetivos a las 4:00 p. m.. Cunningham entonces dirigió la fuerza para retirarla a la LPR. Durante esta parte de la operación se destruyeron dos tanques, que se habían quedado inmóviles, para evitar que los japoneses los utilizasen como búnkeres. Los ingenieros estadounidenses destruyeron la posición defensiva japonesa al día siguiente. La Fuerza Operativa Director sufrió 22 muertos y 64 heridos en esta operación y estimó que 139 japoneses habían sido eliminados.
Después del ataque estadounidense, Komori retiró su fuerza restante para defender la pista de aterrizaje. Como este no era un objetivo aliado, los japoneses no fueron objeto de nuevos ataques por parte de las tropas terrestres, aparte de enfrentamientos ocasionales entre patrullas y emboscadas. Como resultado de la escasez de pertrechos, muchos de los soldados japoneses cayeron enfermos. Los intentos de traer suministros por vía marítima desde Gasmata fueron interrumpidos por barcos de la Armada de los Estados Unidos y la fuerza carecía de suficientes porteadores para abastecerse a través de senderos terrestres. Komori llegó a la conclusión de que su fuerza no servía para nada y, el 8 de febrero, informó a sus superiores de que se enfrentaba a la destrucción debido a la escasez de suministros. Estos alentaron a Komori a que mantuviera sus posiciones, aunque su fuerza recibió dos citas imperiales en reconocimiento a su supuesto éxito en la defensa de la pista de aterrizaje.

## Consecuencias
El desembarco de la 1.ª División de Marines en el cabo Gloucester el 26 de diciembre de 1943 tuvo éxito. Los marines aseguraron los aeródromos, que eran el objetivo principal de la operación, el 29 de diciembre contra una ligera oposición japonesa. Tuvieron lugar pesados combates durante las primeras dos semanas de 1944 cuando los marines avanzaron hacia el sur al este de su cabeza de playa inicial para asegurar la bahía de Borgen. Se produjeron pequeños combates una vez que esta zona fue capturada y los marines patrullaron extensivamente en un intento de localizar a los japoneses. El 16 de febrero, una patrulla de marines del cabo Gloucester entró en contacto con una patrulla del ejército de Arawe en la aldea de Gilnit. El 23 de febrero, se ordenó a los restos de la fuerza japonesa en el cabo Gloucester retirarse a Rabaul.

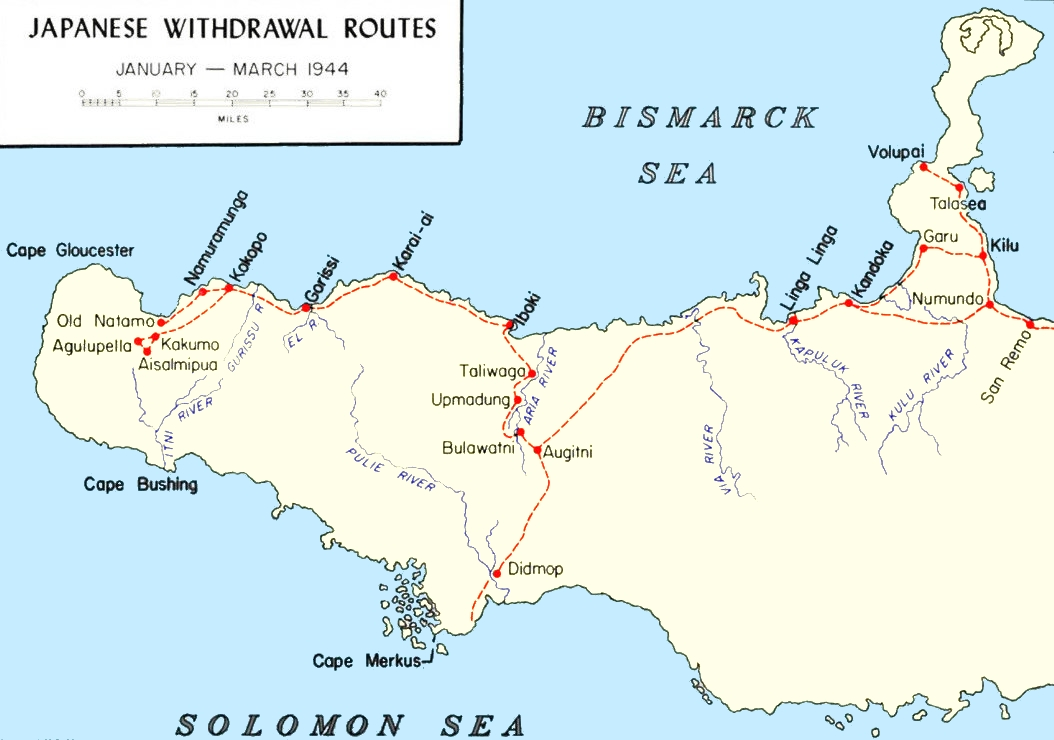
Rutas de evacuación japonesas desde el oeste de Nueva Bretaña.

La Fuerza Komori también se retiró el 24 de febrero como parte de la retirada general japonesa del oeste de Nueva Bretaña. Los japoneses inmediatamente comenzaron a abandonar sus posiciones, y se dirigieron al norte por sendas interiores para unirse a otras unidades. Los estadounidenses no detectaron esta retirada hasta el 27 de febrero, cuando un ataque llevado a cabo por el 2.º Escuadrón, 112.º de Caballería y la compañía de tanques para limpiar el área de Arawe de japonés no encontró ninguna oposición. Posteriormente, la Fuerza Operativa Director estableció varios puestos de observación a lo largo de la costa meridional de Nueva Bretaña y aumentó las distancias recorridas por sus patrullas de reconocimiento. Komori se retrasó de su unidad, y murió el 9 de abril, cerca de San Remo, en la costa norte de Nueva Bretaña, cuando él, su oficial ejecutivo y dos hombres alistados con los que viajaban fueron emboscados por una patrulla del 2.º Batallón, 5.º Regimiento, que habían rodeado Volupai y capturado Talasea, en la península de Willaumez, a principios de marzo.
La fuerza japonesa en Arawe sufrió bajas mucho más pesadas que los aliados. Las muertes totales de la Fuerza Operativa Director entre el 15 de diciembre de 1943 y el final de los principales combates en la zona fueron 118 muertos, 352 heridos y cuatro desaparecidos. La mayoría de estas víctimas eran miembros del 112.º Regimiento de Caballería, que sufrió 72 muertos, 142 heridos y cuatro desaparecidos. Las víctimas japonesas durante este período fueron 304 hombres muertos y tres capturados.
En el período inmediatamente posterior a la retirada de Japón, la Fuerza Operativa Director permaneció en Arawe. En línea con la práctica habitual, el 112.º de Caballería siguió mejorando las posiciones defensivas en la zona. El regimiento también emprendió entrenamiento, y a algunos hombres se les concedió licencia en Australia y los Estados Unidos. Se continuaron realizando patrullas de combate en la región Arawe en busca de rezagados japoneses. Comenzaron a llegar a Arawe soldados de la 40.ª División de Infantería en abril de 1944 para asumir la responsabilidad de guarnición de la zona. El 112.º Regimiento de Caballería fue informado de que iba a ser desplegado en Nueva Guinea a principios de junio, y la Fuerza Operativa Director se disolvió en este momento. El regimiento zarpó hacia el área de Aitape en Nueva Guinea el 8 de junio y vio combate allí allí durante la batalla del río Driniumor. La 40.ª División de Infantería mantuvo una guarnición en Arawe hasta que la 5.ª División del Ejército Australiano asumió la responsabilidad de Nueva Bretaña a finales de noviembre de 1944.
Los historiadores no están de acuerdo sobre si la operación de Arawe valía la pena para los aliados. La historia oficial del Cuerpo de Marines en la Segunda Guerra Mundial declaró que la presencia de dos batallones japoneses experimentados en Arawe hizo más fácil la tarea de la 1.ª División de Marines en el cabo Gloucester. Sin embargo, Samuel Eliot Morison escribió en su History of United States Naval Operations in World War II que «Arawe era de poco valor» ya que los Aliados nunca lo usaron como base naval y la guarnición estacionada en la zona después de los desembarcos habría sido mejor empleada en otro lugar. La historia oficial del ejército estadounidense concluyó que, en retrospectiva, los desembarcos en Arawe y el cabo Gloucester «probablemente no eran esenciales para el aislamiento de Rabaul o el acercamiento a las Filipinas», aunque la ofensiva en el oeste de Nueva Bretaña tenía algunos beneficios y «no tuvo un precio excesivamente alto en bajas».